# Hyposmocoma puncticiliata
Hyposmocoma puncticiliata là một loài bướm đêm thuộc họ Cosmopterigidae. Nó là loài đặc hữu của Hawaii.